# Camila Silva (tenista)
Camila Silva Espinoza (Valparaíso, 30 de octubre de 1992) es una jugadora  de tenis chilena que estuvo ubicada en el octavo lugar del ranking mundial júnior en el año 2010.

## Carrera

### Inicios
Comenzó a jugar en el Club de Tenis Union de Viña del Mar.

## Equipo Fed Cup Júnior de Chile
Vicecampeón Sud Americano en la categoría de M.16.

## Títulos

### Títulos
| Leyenda                 |
| Grand Slam (0)          |
| WTA Championships (0)   |
| Tier I (0)              |
| WTA Tour (0)            |
| ITF Women's Circuit (1) |

| N.º | Fecha               | Torneo     | Superficie | Oponente en la final   | Resultado |
| --- | ------------------- | ---------- | ---------- | ---------------------- | --------- |
| 1.  | 1 de agosto de 2010 | Santa Cruz | Arcilla    | María Fernanda Álvarez | 6-3 6-2   |

## Distinciones
Mejor de las Mejores deportistas de Viña del Mar, 2007